# Ukreximbank
Ukreximbank SA (także: State Export-Import Bank of Ukraine, ukr. ПАТ Укрексімбанк) – jeden z największych banków na Ukrainie. 100% akcji banku stanowi własność państwa, założony w celu implementacji polityki państwowej w przemyśle, handlu zagranicznym, gospodarce i finansach. Jego aktywa ogółem na 1 lipca 2014 wynosiły 111 134 mln UAH.